# 瀧州
泷州，南北朝到北宋的州，在今广东省境。
南朝梁在今罗定市设置泷州，下辖三郡：平原郡、开阳郡、罗阳郡，六县：龙乡县、夫阮县、永熙县、罗平县、开阳县、安南县。隋朝开皇九年（589年），隋灭南陈，撤郡行州县制，泷州设一州四县。607年，撤州改郡县制，设立永熙郡，辖六县：泷水县、永熙县（均在今罗定市）、怀德县（治所在今信宜市）、良德县（治所在今高州市）、安遂县（今郁南县）、永业县（今广西壮族自治区岑溪市）。
唐朝时改永熙郡为泷州，管理泷水县、开阳县（今罗定市船步镇旧县村）、永熙县（后改永宁县、建水县）、安南县（后改镇南县，今罗定市泗纶镇）四县。后来增设正义县。天宝元年（742年）至乾元元年（758年），一度改名开阳郡。北宋开宝六年（973年），宋朝政府撤消泷州，四县并为泷水一县。
泷州刺史
- 陈行范（728年）